# Giorno del ringraziamento
Il Giorno del ringraziamento (Thanksgiving Day in inglese), o brevemente il Ringraziamento, è una festa nazionale celebrata in varie date in Canada, Stati Uniti, Grenada, Saint Lucia, Liberia e ufficiosamente in Brasile e nelle Filippine, in segno di gratitudine per le benedizioni del raccolto e dell'anno precedente. Il Ringraziamento si celebra il secondo lunedì di ottobre in Canada e il quarto giovedì di novembre negli Stati Uniti e più o meno nella stessa parte dell'anno in altri luoghi. Sebbene il Ringraziamento abbia radici storiche nelle tradizioni religiose e culturali, è stato a lungo celebrato anche come festa laica.

## Storia
Il Giorno del ringraziamento è una festa di origine religiosa della tradizione della chiesa cristiana protestante, risalente a una celebrazione avvenuta nel 1621 e ripetuta in modo più documentato nel 1623. Quando fu effettuato il raccolto nel novembre 1623, William Bradford, Governatore della Colonia fondata dai Padri Pellegrini a Plymouth, nel Massachusetts, emise l'ordine:
All'inizio del diciassettesimo secolo, i Padri Pellegrini, perseguitati in patria per la loro adesione a un cristianesimo rigorosamente calvinista, decisero di abbandonare l'Inghilterra e andare nel Nuovo Mondo, l'attuale America del Nord: nel 1620, 102 pionieri (52 uomini, 18 donne e 32 bambini) si imbarcarono sulla Mayflower e arrivarono sulle coste americane dopo un duro viaggio attraverso l'oceano Atlantico; durante il viaggio molti si ammalarono e alcuni morirono. Quando arrivarono, con l'inverno ormai alle porte, si trovarono di fronte a un territorio fino ad allora abitato solo da nativi americani.
I Pellegrini avevano portato dall'Inghilterra dei semi di vari prodotti che si coltivavano in patria e li seminarono nella terra dei nuovi territori. Per la natura del terreno e per il clima, la semina non produsse i frutti necessari al sostentamento della popolazione, per cui quasi la metà di loro non sopravvisse al rigido inverno. Questa situazione rischiava di riproporsi anche l'anno successivo se non fossero intervenuti i nativi americani, che indicarono ai nuovi arrivati quali prodotti coltivare e quali animali allevare, nella fattispecie il granoturco e i tacchini.
Dopo il duro lavoro degli inizi, i Pellegrini indissero un giorno di ringraziamento a Dio per l'abbondanza ricevuta e per celebrare il successo del primo raccolto. I coloni invitarono alla festa anche gli indigeni, grazie ai quali avevano potuto superare le iniziali difficoltà di adattamento ai nuovi territori, gettando le basi per un futuro prospero e ricco di ambiziosi traguardi. Nel menù di quel primo Ringraziamento americano ci furono pietanze che divennero tradizione per le feste — in particolare il tacchino e la zucca — insieme con altre carni bianche, carne di cervo, ostriche, molluschi, pesci, torte di cereali, frutta secca, noccioline e caramelle.
Seguono due testimonianze scritte di quel primo e non ancora istituzionalizzato giorno del ringraziamento del 1621:
(Da William Bradford, Of Plymouth Plantation)
(Da Edward Winslow, Mourt's Relation)
I Pellegrini tennero una vera celebrazione del Ringraziamento nel 1623 dopo un digiuno e una benefica pioggia durata 14 giorni, che portò a un raccolto più abbondante. William DeLoss Love calcola che questo ringraziamento si svolse mercoledì 30 luglio 1623, un giorno prima dell'arrivo di una nave rifornimento con altri coloni, ma prima del raccolto autunnale. Secondo Love, questo ringraziamento del 1623 fu significativo perché l'ordine di riconoscere l'evento provenne dall'autorità civile (Governatore Bradford), e non dalla chiesa, rendendolo probabilmente il primo riconoscimento civile del Giorno del Ringraziamento nel New England.
Riferendosi al raccolto del 1623 dopo la siccità quasi catastrofica, Bradford scrisse:
(Da William Bradford, Of Plymouth Plantation)
Questi resoconti di prima mano non sembrano aver contribuito allo sviluppo iniziale della festività. Of Plymouth Plantation di Bradford non fu pubblicato fino agli anni 1850. Il libretto Mourt's Relation fu riassunto da altre pubblicazioni senza la ormai familiare storia del ringraziamento. Entro il XVIII secolo, il libretto originale sembrava essere andato perduto o dimenticato; una copia fu riscoperta a Filadelfia nel 1820, con la prima ristampa integrale nel 1841. In una nota a piè di pagina l'editore, Alexander Young, fu il primo a identificare il banchetto del 1621 come il primo Giorno del Ringraziamento.
Il 29 giugno 1676 Edward Rawson redasse una proclamazione ufficiale di Thanksgiving per conto del governatore della contea di Charlestown, in Massachusetts, che aveva deciso di indire un giorno di ringraziamento per la buona sorte di cui godeva la comunità e per celebrare la vittoria contro gli «indigeni pagani», cioè gli stessi nativi americani che avevano accolto e condiviso il territorio con Bradford e gli altri fondatori della colonia di Plymouth.
Nei secoli successivi la tradizione del Thanksgiving si estese a tutto il Paese. Le tredici colonie (i primi Stati americani) non celebrarono contemporaneamente il Giorno del ringraziamento fino all'ottobre del 1777, quando ne fu indetto uno per festeggiare la vittoria contro gli inglesi a Saratoga nella guerra d'indipendenza. Fu George Washington, il primo presidente degli Stati Uniti d'America, a dichiarare la festa per tutti gli Stati nel 1789 proclamando una giornata nazionale di ringraziamento. Molti risero dell'idea, a cominciare da Thomas Jefferson, che da presidente non vi diede alcun seguito.
Alla metà del XIX secolo il Thanksgiving era diffuso nella maggior parte del territorio americano e osservato da tutti gli strati sociali, dai ricchi ai meno abbienti.

## I discorsi ufficiali
Il Congresso delle colonie ribelli alla Corona d'Inghilterra fece una prima Proclamazione nazionale di Thanksgiving nel novembre 1777, in piena guerra d'indipendenza americana. Una seconda Proclamazione fu emessa nel 1791. Nei primi trent'anni di vita della Costituzione, furono sei i discorsi solenni pronunciati dai vari Presidenti degli Stati Uniti in occasione della Festa del ringraziamento. George Washington ne fece due, John Adams due, Thomas Jefferson nessuno e James Madison due. Fra il 1815 e il 1861 non ve ne furono più ma, iniziata la guerra civile, Abramo Lincoln ne fece una per il Thanksgiving del 1862 e un'altra l'anno dopo. Dopo di lui tutti i Presidenti hanno sempre tenuto un discorso solenne per il Thanksgiving di ogni singolo anno.

### Proclama di George Washington del 1789
Adesso io raccomando e stabilisco che giovedì 26 novembre prossimo sia dedicato dalla Gente/dal Popolo di questi Stati al servizio di quel grande e glorioso Essere, che è l'Autore benefico di tutto il bene che è stato, che è o che sarà. Che noi possiamo allora unirci tutti nel rendere a lui i nostri grazie sinceri e umili – per la sua gentile premura e protezione del Popolo di questo paese prima che diventasse una Nazione – per le molte e segnate mercedi e le interposizioni favorevoli della sua provvidenza, di cui abbiamo fatto esperienza nel corso e nella conclusione dell'ultima guerra – per il grande grado di tranquillità, unione e abbondanza di cui abbiamo da allora goduto – per il modo pacifico e razionale con cui ci è stato permesso di istituire costituzioni di governo per la nostra sicurezza e felicità, e in particolare per quella nazionale recentemente ordinata, per la libertà civile e religiosa con cui siamo benedetti e i mezzi che possediamo per acquisire e diffondere i saperi utili; e in generale per tutti i favori grandi e svariati che Egli si è compiaciuto di conferirci.
E che possiamo allora anche unirci nell'offrire umilmente le nostre preghiere e suppliche al grande Signore e Regnante sulle Nazioni e implorarlo di perdonare le nostre trasgressioni nazionali e no – per metterci tutti in grado, sia in posizioni pubbliche sia private, di eseguire i nostri doveri puntualmente e correttamente e per rendere il nostro governo nazionale una benedizione a tutta la Gente/il Popolo, mantenendolo sempre un governo fatto di leggi sagge, giuste e costituzionali, eseguite e obbedite con discrezione e fedeltà – per proteggere e guidare tutti i Sovrani e le Nazioni (particolarmente quelle che si sono dimostrate gentili con noi) e benedirli con un buon governo, con la pace e la concordia – Per promuovere la sapienza e la pratica della vera religione e virtù, e l'aumento della scienza fra loro e noi – e in generale per concedere a tutta l'umanità un tale grado di prosperità temporale quale egli solo sa essere la migliore.
New York, il terzo giorno di ottobre nell'anno del Signore 1789.»

### Proclama di John Adams del 1798
Raccomando che mercoledì 9 maggio sia osservato in tutti gli Stati Uniti come giornata di solenne umiliazione, digiuno e preghiera, affinché i cittadini di questi Stati, astenendosi quel giorno dalle loro occupazioni normali, offrano le loro devozioni al Padre delle Misericordie […] riconoscere davanti a Dio i molteplici peccati e trasgressioni di cui siamo giustamente accusabili come singoli e come nazione, implorandolo allo stesso tempo, per la Sua infinita grazia, attraverso il Redentore del Mondo, di rimettere tutti i nostri peccati e inculcarci tramite il Suo Santo Spirito a quel sincero pentimento e conversione che possa darci motivo di sperare nel suo inestimabile favore e benedizione celeste […] E infine raccomando che in questo giorno i doveri di umiliazione e preghiera siano accompagnati da fervidi ringraziamenti al Datore di Ogni Dono, non solo per aver finora protetto e preservato il popolo di questi Stati Uniti nel godimento indipendente della loro libertà religiosa e civile ma anche per averli fatti prosperare in un meraviglioso progresso di popolazione e per aver conferito su di loro molti e grandi favori che portano alla felicità e alla prosperità di una nazione.
Il Presidente: John Adams.»

### Proclami di James Madison
Vi ritornò James Madison nel 1814, su richiesta delle due Camere del Congresso degli Stati Uniti, che in una risoluzione congiunta comunicavano il desiderio, dati i tempi di calamità (la guerra del 1812 con l'Inghilterra), di far osservare al popolo “un giorno di umiliazione pubblica e digiuno e di preghiera a Dio Onnipotente per la sicurezza e il benessere di questi Stati”.
Dato nella città di Washington, il 16º giorno di novembre 1814, e il 38º anno dell'Indipendenza degli Stati Uniti.»

### Proclami di Abramo Lincoln
La tradizione interrotta fu ripresa nel 1862 e nel 1863 durante la presidenza di Abramo Lincoln, il quale collocò la festa nel calendario al quarto giovedì di novembre, data che da quel momento è rimasta sempre uguale. Nessuno dei presidenti in carica dai tempi di Lincoln ha più omesso di emettere il proclama annuale di Ringraziamento. Dietro la decisione del presidente di riprendere la tradizione dei proclami ufficiali interrotta dopo Madison ci fu la scrittrice Sarah Josepha Hale, una delle donne più importanti, benché poco riconosciuta, della storia americana, la quale influenzò il presidente a proclamare ufficialmente un giorno di ringraziamento, convinta che osservarlo avrebbe unito il Paese e lo avrebbe riappacificato, durante il periodo difficile della guerra di secessione. Nel 1941, infine, il Congresso degli Stati Uniti la proclamò festa legale.
La Proclamazione di ringraziamento del 1863 diceva:
Nessuna mente umana ha congegnato né alcuna mano mortale ha elaborato queste grandi cose. Esse sono i doni generosi dell'Altissimo Dio, il quale, mentre ci tratta con ira per i nostri peccati, si è nondimeno ricordato della sua misericordia. Mi è sembrato giusto e appropriato che essi fossero riconosciuti con solennità, riverenza e gratitudine, con un sol cuore e una sola voce, dall'intero Popolo americano. Invito pertanto i miei concittadini in ogni parte degli Stati Uniti, e anche coloro che si trovano in mare e che soggiornano in terre straniere, di designare e osservare l'ultimo giovedì di novembre prossimo, come giornata di ringraziamento e Lode al nostro Padre benefico che abita i Cieli. […]»

## Critiche
Le due studiose nordamericane Judy Dow e Beverly Slapin si spingono a domandarsi se l'elaborazione del mito — così dicono — del Thanksgiving non serva innanzitutto a respingere i sensi di colpa dell'uomo bianco per aver sottratto il continente ai nativi americani. I sostenitori della festa, tuttavia, ritengono che essa rappresenti comunque un messaggio positivo per il futuro, nonostante la massiccia manipolazione dei dati storici.

## La tradizione

### La grazia presidenziale
Alcuni giorni prima del Giorno del ringraziamento, alla Casa Bianca, si svolge la tradizionale cerimonia in cui il Presidente concede la grazia a due tacchini, nota come National Thanksgiving Turkey Presentation. Risale al 1963 e ne fu artefice John Fitzgerald Kennedy, che scelse di non cucinare il tradizionale tacchino donato al Presidente dalla National Turkey Federation fin dal 1947. Si è a lungo ritenuto che fosse stato il presidente Harry Truman a dar vita alla tradizione, ma gli storici della Truman Library non sono riusciti a trovare alcuna prova che lo dimostrasse.
Dal 1989 uno dei tacchini graziati apre la parata sulla Main Street di Disneyland, poi entrambi vengono trasferiti nel ranch di Frontierland, nel parco stesso. Nonostante alla parata partecipi solo uno, ne vengono graziati due nell'eventualità che uno dei due non riesca ad arrivare vivo alla parata. A partire dal 2005 il trasferimento da Washington a Los Angeles avviene con un volo di prima classe della United Airlines.
A partire dal 2003 i cittadini americani sono invitati a scegliere il nome dei tacchini votando sul sito della Casa Bianca: dopo il primo sondaggio furono battezzati Stars e Stripes (Stelle e Strisce, nome che indica la bandiera statunitense), negli anni successivi Biscuit e Gravy (2004), Marshmallow e Yam (2005), Flyer e Fryer (2006), May e Flower (2007), Pumpkin e Pecan (2008), Courage e Carolina (2009), Apple e Cider (2010), Cobbler e Gobbler (2012), Popcorn e Caramel (2013), Mac e Cheese (2014), Honest e Abe (2015), Tater e Tot (2016), Drumstick e Wishbone (2017), Peas e Carrots (2018), Bread e Butter (2019), Corn e Cob (2020), Peanut Butter e Jelly (2021), Chocolate e Chip (2022), Liberty e Bell (2023), Peach e Blossom (2024).

### Il pranzo

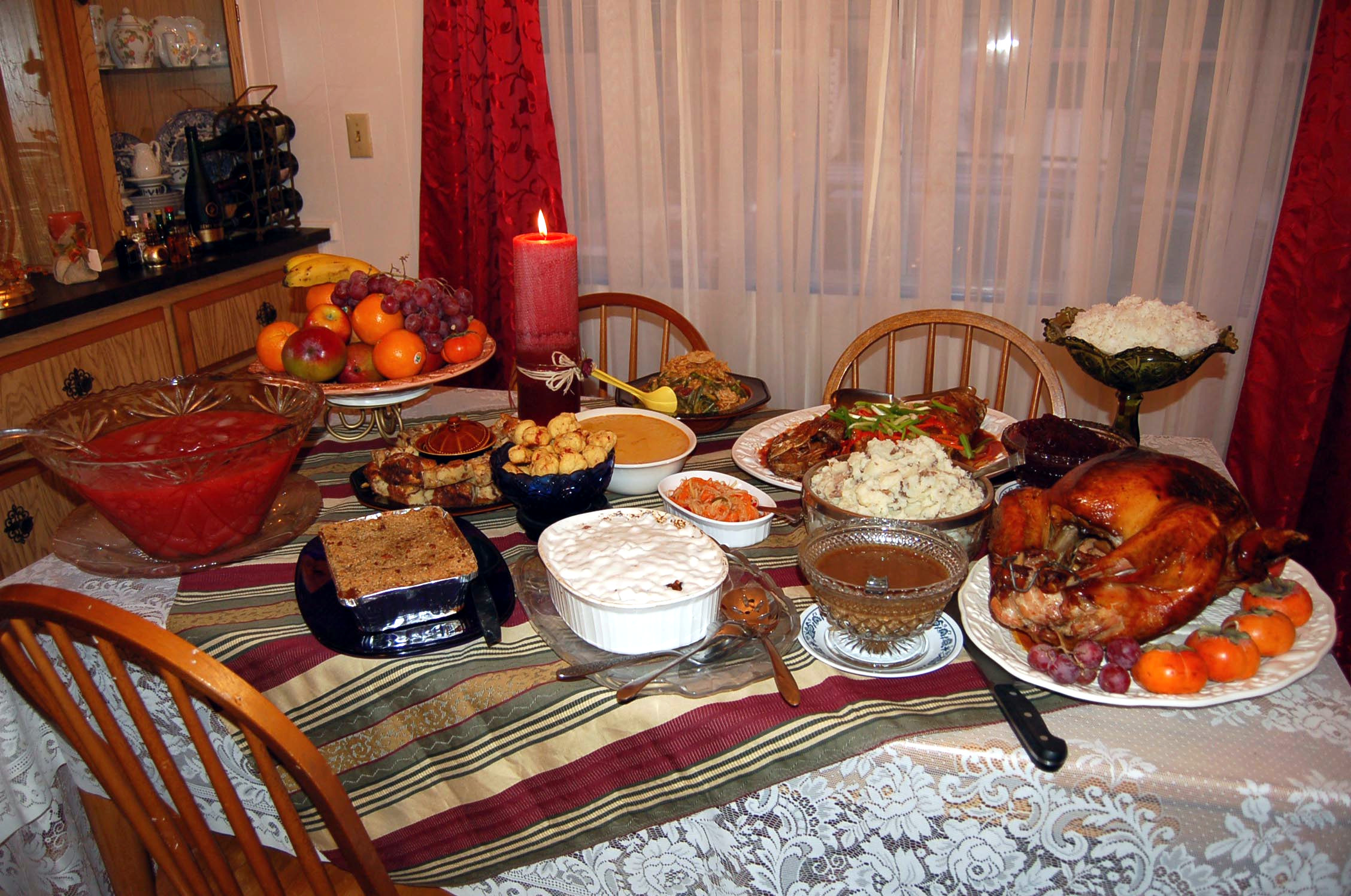
Un tipico pasto nordamericano del Ringraziamento

La festa è molto sentita dagli statunitensi, i quali la celebrano preparando pranzi elaborati, il cui piatto principale è il classico tacchino, che viene offerto anche ai vicini di casa e alle persone meno fortunate. Solo negli Stati Uniti, più di 40 milioni di tacchini sono consumati durante il weekend festivo ogni anno.
I tipi di condimento del tacchino sono:
- Nelle cittadine del Sud vige l'abitudine di consumare la carne con la focaccia di granturco, secondo la tradizione del "ciò che si ha, si usa".
- Nel Nord degli Stati Uniti il tacchino viene condito con il wild rice, una tipica specie di riso americana.

Tipica del pranzo del Thanksgiving è anche la salsa di ossicocco (mirtillo palustre o cranberry), fatta con bacche fresche o congelate. Un altro piatto tradizionale di questa festività sono per molti le patate dolci, unite a zucchero, spezie e burro, lo yam, o anche la torta di zucca, secondo la tradizione si mangiano anche biscotti fatti in casa.

### Black Friday
Strettamente collegato al Thanksgiving day è nella tradizione americana il Black Friday, ossia il venerdì successivo, che dà inizio negli USA alla stagione dello shopping natalizio visto che nei giorni di festa i negozi sono chiusi e solitamente alla riapertura presentano grandi sconti.

### Celebrazioni
Nel giorno del ringraziamento, in tutte le città americane si svolgono parate con carri allegorici e festeggiamenti di ogni tipo, con dei giganteschi pupazzi gonfiati che fanno il giro delle città. Il Presidente degli Stati Uniti è solito celebrare il giorno di festa mangiando con i soldati. Il giorno del ringraziamento viene festeggiato anche nello Stato libero associato di Porto Rico.

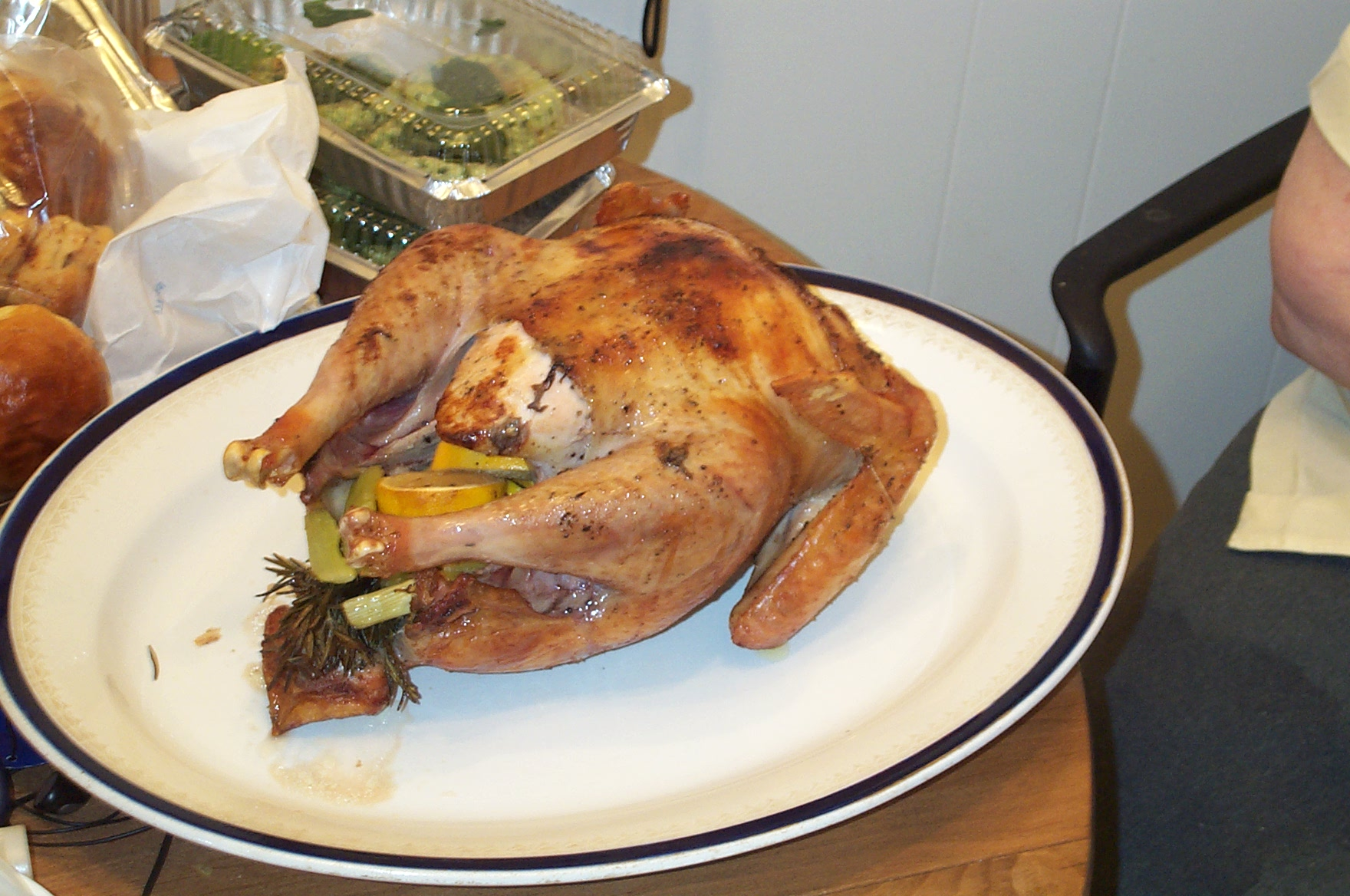
Un tacchino cucinato per il Giorno del ringraziamento

### Nei media
Tra i principali film attinenti al Giorno del ringraziamento, Pocahontas (1995) della Disney, È il Giorno del ringraziamento Charlie Brown (1972), Winnie the Pooh: Tempo di regali (1999), Mouse on the Mayflower cortometraggio in b/n (1993), Schegge di April con Katie Holmes diretto da Peter Hedges (2003), il drammatico The New World - Il nuovo mondo diretto da Terrence Malick con Colin Farrell e Q’Orianka Kilcher (2006), Hannah e le sue sorelle di Woody Allen con Carrie Fisher e Michael Caine (1986), Un biglietto in due con Steve Martin e John Candy (1987), Piccolo orfano di William Hanna e Joseph Barbera (1949), A casa per le vacanze, diretto da Jodie Foster (1995) e Thanksgiving, diretto da Eli Roth (2023).